# Afghan Premier League
Afghan Premier League je nejvyšší fotbalová liga na území Afghánistánu. Soutěž byla založena v roce 2012 a stala se tak vůbec první celostátní ligovou soutěží na území země. Soutěž je pořádána fotbalovou federací Afghánistánu. Ze soutěže se nesestupuje.

## Přehled vítězů
Zdroj: 
- 2012: Toofaan Harirod FC
- 2013: Shaheen Asmayee FC
- 2014: Shaheen Asmayee FC
- 2015: De Spin Ghar Bazan FC
- 2016: Shaheen Asmayee FC
- 2017: Shaheen Asmayee FC

## Nejlepší kluby v historii - podle počtu titulů
Zdroj: 
| Vítězové nejvyšší ligové soutěže |        |                        |
| Klub                             | Tituly | Vítězné ročníky        |
| Shaheen Asmayee FC               | 4      | 2013, 2014, 2016, 2017 |
| Toofaan Harirod FC               | 1      | 2012                   |
| De Spin Ghar Bazan FC            | 1      | 2015                   |